# Monasterio de Nuestra Señora del Risco
Las ruinas del monasterio de Nuestra Señora del Risco se sitúan en la parte de solana de la sierra de Ávila, por encima de Amavida y Poveda Castilla y León, España. Era un antiguo convento agustino fundado en año 1504 por Francisco de la Parra bajo la advocación de la Virgen de las Angustias y al que se tituló Nuestra Señora del Risco.
Constituyó un importante centro de evangelización y, prácticamente, el único centro cultural durante la Baja Edad Media en el alfoz de lo que hoy es la provincia de Ávila.
El monasterio tenía iglesia, claustro, residencia para los monjes, mirador, terrazas para el cultivo, hospedería para peregrinos, establos, almacenes y una buena red de abastecimiento de agua y caminos de acceso. 
Actualmente sólo quedan en pie la torre del campanario, el arco de entrada de la antigua iglesia, parte del ábside (oculto por la vegetación) y restos de los muros de diferentes dependencias.
Ha sufrido un importante abandono, además de múltiples destrozos y expolios. Recientemente ha sido incluido en la lista roja de monumentos en peligro de ruina que elabora la asociación Hispania Nostra.

## Localización
El monasterio se encuentra situado en el Valle de Amblés, al noroeste de la población de Amavida y Poveda término municipal al que pertenece desde el año 2000 y desde donde es visible.
Desde lo alto de la torre de este antiguo complejo de construcciones, es posible divisar todo el valle, que se encuentra flanqueado por la Sierra de la Paramera al Sur, La Serrota al Oeste y la Sierra de Ávila al Norte. 
Incluso, en los días muy claros, desde esta ubicación se alcanza a ver Navacerrada y la montaña de la Mujer Muerta, ya en Segovia.
El monasterio antiguamente era punto de encuentro entre cuatro caminos bien definidos que se originaban en Villatoro, Vadillo de la Sierra, Poveda y Amavida.
Actualmente el acceso se puede realizar desde el mismo Amavida, siguiendo antiguas calzadas de piedra que se encuentran parcialmente empedradas o, desde el Norte, siguiendo el trayecto que viene desde Vadillo de la Sierra.

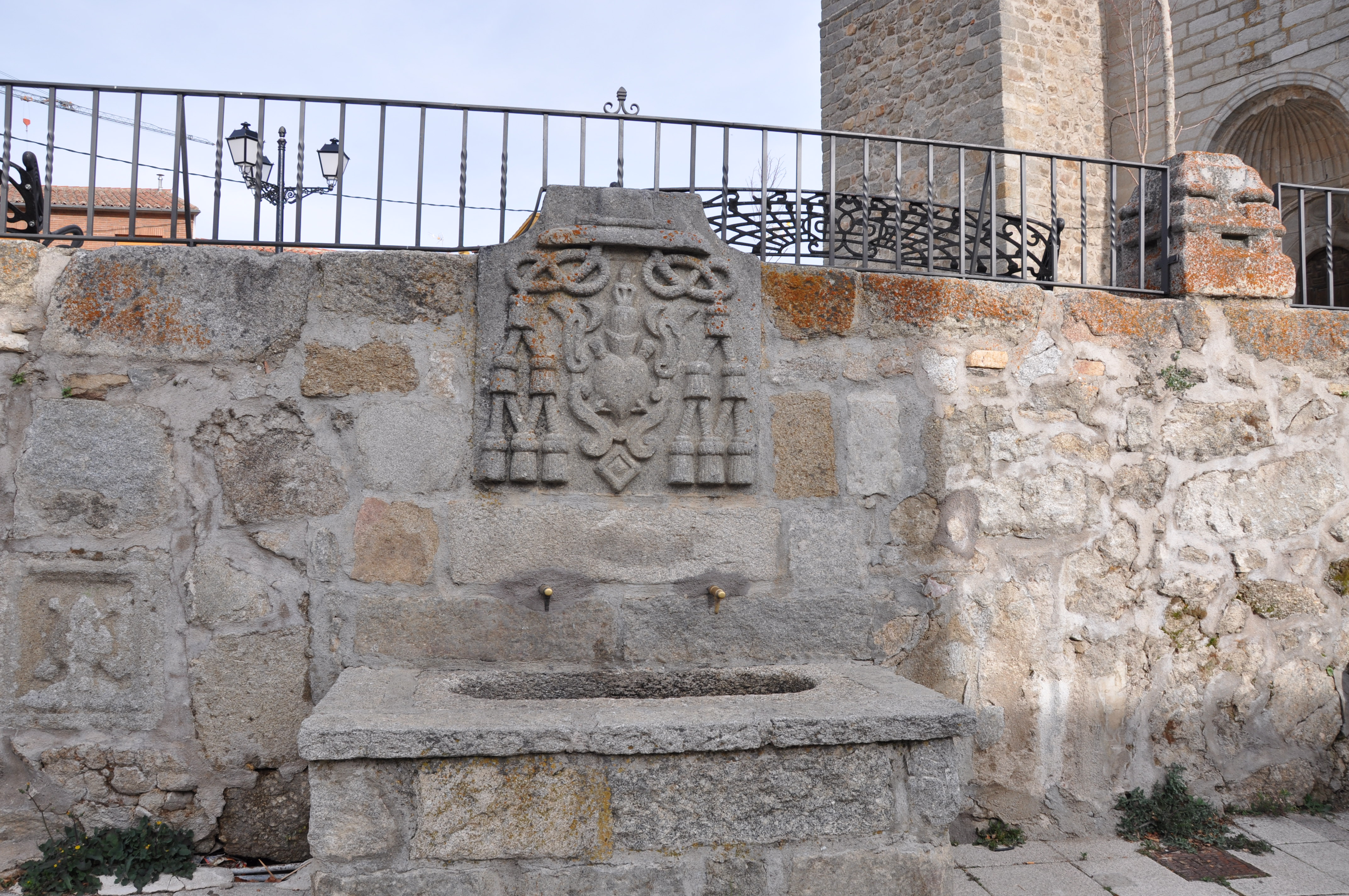
Escudo de los agustinos procedente del Monasterio, hoy en Villatoro

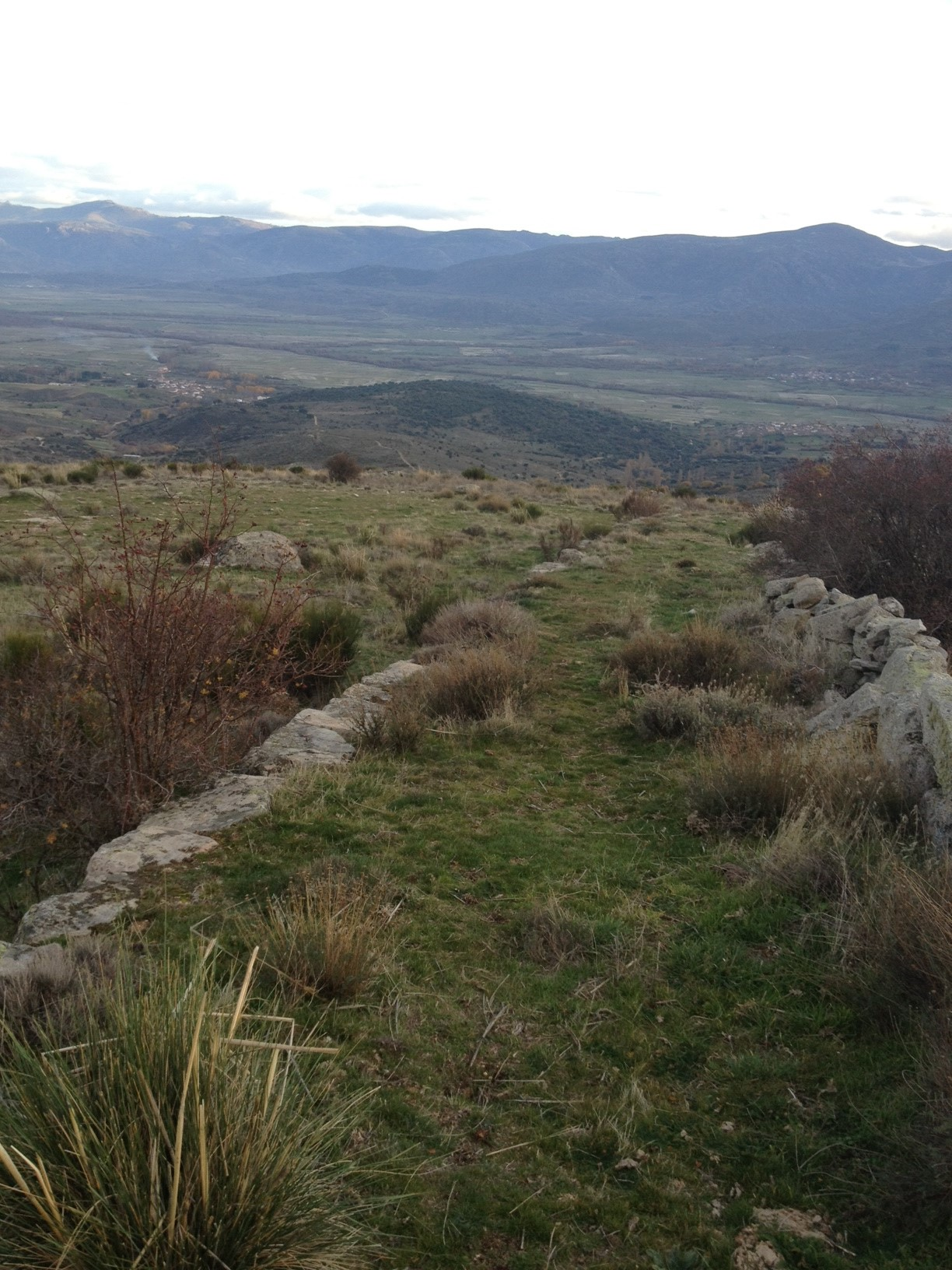
Antigua calzada empedrada que lleva al monasterio de Nuestra Señora del Risco desde la población de Amavida

## Historia
Los restos más antiguos identificables sobre la zona donde se encontraba este monasterio corresponden a una serie de petroglifos que se puede observar cercanos a las ruinas del convento. 
En una oquedad entre grandes rocas, que da acceso a una plataforma, se encuentran grabados en la roca dos círculos, uno de radio doble que el otro, separados por un triángulo. El triángulo podría ser representación de un monte y los círculos representación del sol y la luna, interpretación que vendría avalada por estar orientados hacia el llamado Risco del Sol, pico situado al otro lado del Valle Amblés, en la sierra de la Paramera. Hasta el momento no se han podido identificar su origen y ni el significado.
Según la tradición, el culto en este lugar comienza en tiempos de la conquista musulmana, cuando los cristianos ocultaron en esta misma zona y al abrigo de una roca, una imagen de la Virgen de las Angustias para que no fuera destruida por los infieles.
Cuenta la historia que en el siglo XIV, año 1320, un pastor que iba buscando una cabra que se le había perdido, encontró la imagen de la Virgen del Risco en una cueva. Una figura de la Virgen que se apoyaba en una cruz y tenía entre sus brazos a su Hijo muerto.
Entre las piedras donde se encontró, fray Francisco de la Parra erigió en 1504 una pequeña ermita bajo la advocación de la Virgen de las Angustias, denominándola Nuestra Señora del Risco.
El padre Francisco, agustino que en otro momento había dirigido las más importantes casas monacales de Castilla, decidió retirarse al eremitario risqueño para pasar en él sus últimos días, pero, dado su espíritu emprendedor, no dudó en pocos años en solicitar al señor de Villatoro y al obispo Ruiz que le concediesen autorización para crear en el lugar un convento.
De esta manera, en 1530 la ermita se transformó en un convento de la orden de San Agustín, con una construcción de estilo gótico tardío, con matices que asemejan al estilo herreriano. 
En el año 1564, por mediación de su cuarto prior, Antonio de Priego, se consiguió, previo consentimiento del mitrado J. Bernardo de Fresneda, que su provisor D. Antonio Hernández, diera nueva licencia para que "puedan pedir limosna en todo el obispado" (15 de diciembre de 1564). A partir de ese momento el convento agustino del Risco, se convierte no solo en un lugar de meditación y peregrinación, sino también en un lugar receptor de riqueza que, pronto, por su rápido desarrollo económico, tuvo una decisiva influencia en la comarca.
Durante el siglo XVII,como únicos documentos a destacar se encuentran: la cesión al convento por parte del arzobispo y capitán general de México fray Payo Enríquez de Ribera de dos censos en Madrid sobre sisas de vino y aceite (1683); y otro en el que se hace una valoración de los bienes que poseían en Mombeltrán, que se cifran en 69 966 reales.
Al inicio del siglo XVII, la cabaña ganadera propiedad del convento del Risco era relativamente importante (se estima que llegó al poseer hasta 5000 cabezas de ganado ovino), pero sus actividades financieras no se limitaban en exclusiva a esta explotación, sino que abarcaban otras como la agrícola e industrial.
La iglesia fue renovada a finales del siglo XVII, en 1775 se levantó su magnífica torre y, en 1791, se añadieron retablos neoclásicos a las naves del templo.
Su decadencia comenzaría en el siglo XIX.
Durante la Guerra de la Independencia fue lugar de refugio de guerrilleros. Sufrió los efectos de la ocupación francesa y los estragos de los saqueos de los lugareños, que, resentidos por las condiciones desfavorecedoras que habían sufrido durante años, aprovechaban la situación para obtener lo que podían del monasterio.
A partir de entonces sólo quedaron algunos monjes y en el año 1835 se vio afectado por el decreto de exclaustración de conventos que no tuviesen un mínimo de doce religiosos.
Después sufriría los efectos de la desamortización y el deterioro ocasionado por el abandono.

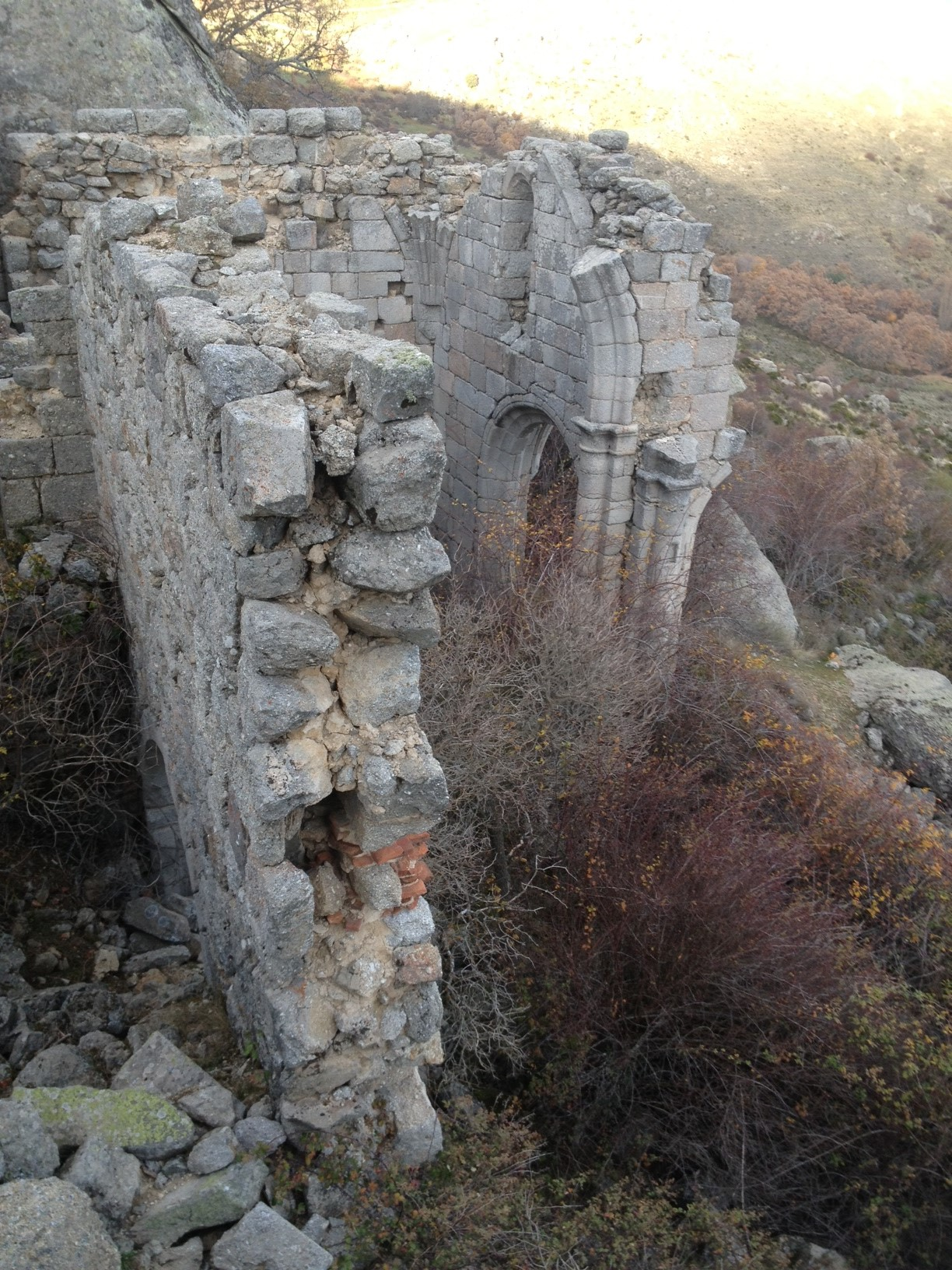
Restos del ábside y parte de los muros de la iglesia que permanecen en pie

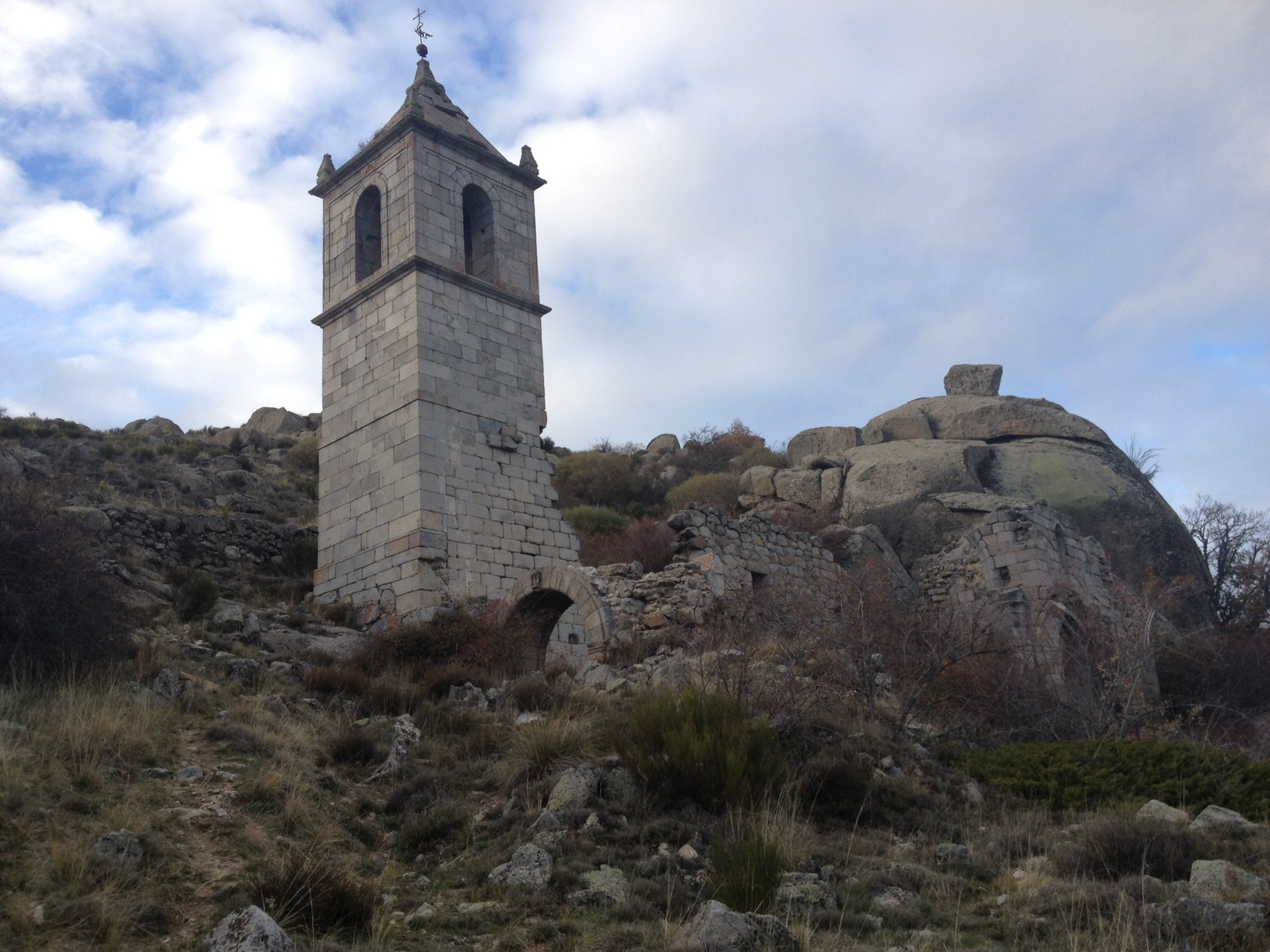
Restos de la torre del campanario, el arco principal de entrada a la Iglesia antigua y muros de la fachada este

## El Risco y la Mesta
Los ganados pertenecientes al Risco participaron en la trashumancia entre los pastos de Castilla y las dehesas extremeñas. Pero, las más de la veces los ganados risqueños se desplazaban en distancias cortas; Campo Arañuelo y, especialmente, la dehesa de Fuente el Caño, en Gálvez (Toledo). En numerosos escritos se hace evidente que los frailes del Risco, estaban integrados en la organización mesteña. A ella recurrían cuando se hacía necesaria la defensa de sus intereses, y, al igual que el resto de sus ganaderos, contribuían con su aportación para mantenerla. Está documentado para los pueblos de la Comunidad y comarcanos el pago de mestilla, pero el Risco además de las aportaciones que eran habituales para el mantenimiento del Honrado Concejo de la Mesta, participaba con una aportación que, como gratitud del Consejo de la Mesta, hacia el rey en momentos de necesidad. 
Así en 1793 se acordó que la contribución del Honrado Concejo debería de ser un cuento (un millón) de reales en cuatro años, por lo que se pasó al Risco solicitud para que hiciese efectiva su cuota crrespondiente, en estos términos:

...abone al tesoro de la Comunidad lo que le corresponde según su número de ganados de todas las especies que tenga, por la cual remitirá a V.R. una relación firmada y jurada con la individualdad, y especificando que proviene la misma institución, la que deberá examinarse y reconocerse por el contador D. Gregorio Ángel López, a quien tengo comisionado para la cobranza, y con cuya intervención se dará por el Tesoro el correspondiente recibo

## El Risco y la Desamortización

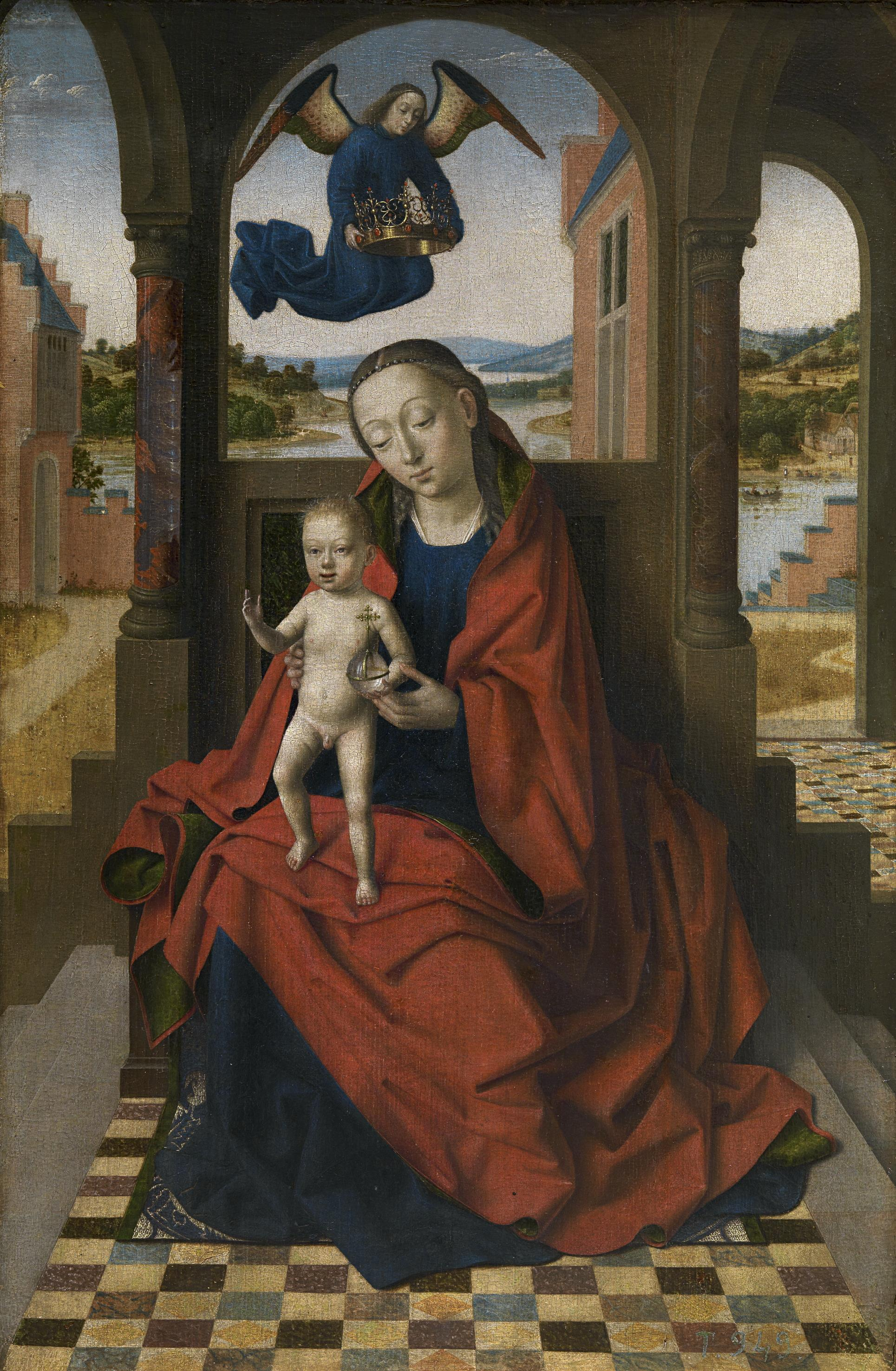
La Virgen con el Niño, de Petrus Christus, cuadro que perteneció al Monasterio y que con la Desamortización pasó al Museo de la Trinidad y tras la supresión de este al Prado, en el que se expone en la actualidad

El 29 de octubre de 1835, afectado por el primer decreto de exclaustración referente a los conventos que no tuviesen un mínimo de doce religiosos, se determina la finalización y exclaustración del monasterio de Nuestra Señora del Risco, por el comisionado Gaspar Domínguez.
En el Año 1843, la finca de 11 Ha en la que se encuentra incluido el monasterio, se vende por un precio de 101 000 reales, siendo sus adquirientes Juan Torres y Pascual Fidalgo.
El mismo año 1843, se subasta el convento en 22 000 reales; Se anuncia la subasta del edificio que fue convento de agustinos distante 3/4 de legua de Villatoro, que sólo exinten las paredes, y es de sillería la fachada principal, esquinas de todo el edificio y torre, la cual se halla sin menor detrimento, y seis vigas de 36 pies de largo y cuatro de grueso. El convento salió de nuevo a subasta el 30 de mayo del mismo año (se ignoran las razones y quien fue el comprador, pero sin duda fue el funcionario que realizó las anotaciones de la subasta, puesto que el libro de la adjudicación figura puesto a mano "YO".
Todavía hoy se pueden contemplar los empedrados caminos, algunas paredes de su fábrica, las terrazas, la obra de abastecimiento de agua y otros servicios. Por último la espléndida torre, la que viera rematar el prior Antonio Aguileta en 1773.
La mayor parte de ropas y alhajas de dicho convento, así como las campanas y la imagen de la Virgen, fueron bajadas a la parroquia de Villatoro, donde hoy la imagen de Nuestra Señora de las Angustias preside el retablo principal. Pero no solo Villatoro fue quien heredó los bienes del Risco, uno de los ternos y algunas cosas más fueron llevadas a Piedrahíta, otro terno, el mejor que tenían los religiosos se lo llevaron al  Convento de la Santa en Ávila y la imagen de San Agustín fue para la parroquia de Vadillo de la Sierra. 
A Ávila fueron también dos misales de la orden para el santuario de Nuestra Señora de Sonsoles, así como para las parroquias de Santo Domingo y san Pedro, e incluso a la Catedral del Salvador de Ávila llegó alguna de las imágenes del Risco.

## Personajes Ilustres
El monasterio fue una referencia importante dentro de la orden de los Agustinos. Por él pasaron figuras destacadas cómo 
Payo Enríquez de Rivera, virrey de Nueva España, Enrique Flores de Setien y Manuel Risco, historiadores agustinos y coautor de España Sagrada.

## Monumentos y lugares de interés cultural cercanos
A pocos kilómetros alrededor de los restos del monasterio se localizan restos y monumentos históricos, que convierten a esta región en un enclave de especial interés cultural:
- Verraco de Villanueva del Campillo, el más grande de la península ibérica.
- Cañada Real Leonesa Occidental.
- Castro de Ulaca, en Solosancho.
- Necrópolis de La Coba
- Santuario de Nuestra Señora de Las Fuentes.
- Puente de los Cobos.
- Villa romana de Pared de los Moros.
- Castro de los Castillejos (Sanchorreja).
- Castro de la Mesa de Miranda.
- Castillo de Aunqueospese.
- Castillo de Villaviciosa.
- Obra del escultor vasco Agustín Ibarrola en la Dehesa de Garoza en Muñogalindo.